# Солчани
Солчани (слч. Solčany) насељено је мјесто са административним статусом сеоске општине (слч. obec) у округу Топољчани, у Њитранском крају, Словачка Република.

## Становништво
| Година:    | 1994. | 2004.   | 2014.   | 2024. |
| ---------- | ----- | ------- | ------- | ----- |
| Број људи: | 2318  | 2499    | 2475    | 2475  |
| Разлика:   |       | +7,80 % | -0,96 % | +0 %  |

| Година:    | 2023. | 2024.   |
| ---------- | ----- | ------- |
| Број људи: | 2515  | 2475    |
| Разлика:   |       | -1,59 % |

Према подацима о броју становника из 2011. године насеље је имало 2.468 становника.